# Orkiestra Dęta KWB Konin
Orkiestra Dęta KWB Konin – orkiestra dęta działająca przy Kopalni Węgla Brunatnego Konin założona 1 kwietnia 1954 roku.

## Charakterystyka
W skład orkiestry wchodzi 50 osób wykonujących utwory z gatunku muzyki klasycznej, operowej, operetkowej, filmowej, jazzowej, popularnej, patriotycznej i kościelnej. Orkiestra bierze udział w przemarszach, paradach oraz w musztrach paradnych prezentowanych podczas imprez plenerowych.

## Osiągnięcia i nagrody
Ważniejsze osiągnięcia i nagrody zdobyte przez orkiestrę:
- I miejsce na XIX Obwodowym Festiwalu Orkiestr Dętych (Briańsk, 1988),
- Nagroda główna za najlepszą grę marszową V Ogólnopolskiego Turnieju Orkiestr Dętych (Poznań, 1996),
- Złoty Róg - nagroda główna Turnieju Orkiestr Dętych (Grodzisk Wielkopolski, 1992, 1996, 2001),
- IV miejsce w kategorii koncertowej i V miejsce w kategorii musztry paradnej na Międzynarodowym Festiwalu o Wielką Nagrodę Niemiec (Alsfeld, 2003),
- Nagroda główna Grand Prix XV Wielkopolskiego Turnieju Orkiestr Dętych im. Leona Schuberta (Września, 2008),
- Nagroda główna Międzynarodowych Spotkań Orkiestr Dętych Alte Kameraden 2008 (Gorzów Wielkopolski),
- Udział w koncercie dla papieża Jana Pawła II na Placu św. Piotra.